# Odonturus dentatus
Odonturus zubatus, відомий як кенійський переслідувач смерті або гігантський помаранчевий переслідувач смерті — невеликий (приблизно 5 см ) скорпіон, який походить із Кенії, Сомалі та Танзанії у Східній Африці. В основному він зустрічається в теплих, але не надто сухих саванах, де живе під камінням, колодами та іншими предметами землі. Цей вид має типові тонкі клешні характерні для більшості представників родини Buthidae.